# Vệ Mục công
Vệ Mục công (chữ Hán: 衛穆公, trị vì: 599 TCN-589 TCN), tên thật là Cơ Sắc (姬遫), là vị vua thứ 24 của nước Vệ - chư hầu nhà Chu trong lịch sử Trung Quốc.

## Thân thế
Vệ Mục công là con của Vệ Thành công – vua thứ 21 nước Vệ. Năm 600 TCN, Vệ Thành công mất, Cơ Sắc lên nối ngôi, tức là Vệ Mục công.

## Trị vì
Năm 597 TCN, Tống Văn công mang quân đánh nước Trần, vì Trần theo Sở. Vệ Mục công dù đã cùng thề với nước Tống, vẫn mang quân cứu Trần. Quân Tống phải rút lui.
Năm 595 TCN, nước Tấn bức bách nước Vệ, đòi giết đại phu Khổng Đạt, vì Đạt làm mất lòng nước Tấn. Vệ Mục công đành lệnh cho Khổng Đạt tự vẫn rồi báo với Tấn Cảnh công. Thương xót Khổng Đạt, ông gả con gái cho con Khổng Đạt và cho nối chức của cha.
Năm 592 TCN, nước Tấn cử Khước Khắc làm chánh sứ và Loan Kinh làm phó sứ sang Tề. Cùng lúc có sứ nước Lỗ và nước Vệ sang. Để làm mẹ vui, nhân Khước Khắc bị gù, sứ nước Lỗ bị thọt chân, sứ nước Vệ bị chột, Tề Khoảnh công bèn chọn ra người bị gù tiếp đón Khước Khắc, người bị thọt tiếp đón sứ nước Lỗ và người bị chột tiếp sứ nước Vệ. Cảnh đó làm cho các phụ nữ trong hậu cung đứng trong màn để nhìn và cười nhạo.
Sứ giả 3 nước căm giận Tề Khoảnh công. Năm 591 TCN, theo lời thỉnh cầu của Khước Khắc, vua Tấn cho phát binh đánh Tề. Vệ Mục công điều quân giúp Tấn. Liên quân 2 nước đánh tới đất Dương Cốc. Thế yếu, Tề Khoảnh công phải gửi công tử Khương Cường làm con tin cho nước Tấn, quân Tấn và quân Vệ mới rút lui.
Năm 589 TCN, Tề Khoảnh công mang quân đánh nước Lỗ vì Lỗ ngả theo Tấn. Sau khi đánh bại quân Lỗ, Khoảnh công lại sang đánh Vệ - một đồng minh khác của Tấn. Vệ Mục công điều Tôn Lương Phu và Thạch Tắc mang quân ra chống, nhưng cũng bị quân Tề đánh bại. Vợ Vệ Mục công và vợ vua nước Lỗ đều đích thân sang nước Tấn, thông qua Khước Khắc báo tình hình lên vua Tấn, xin nước Tấn ra quân đánh nước Tề.
Tấn Cảnh công bèn sai Khước Khắc cùng Sĩ Nhiếp, Hàn Quyết và Loan Thư ra trận để cứu Lỗ và Vệ. Tháng 6 năm 589 TCN, liên quân 4 nước Tấn, Lỗ, Vệ và Tào gặp quân Tề ở núi Mị Châm. Hai bên giao tranh ác liệt, quân Tề bắn Khước Khắc bị thương, nhưng Khước Khắc cố nén đau tự mình thúc trống. Quân Tấn hăng hái đánh bại quân Tề. Vua Tề nhờ có Phùng Sửu Phụ giả dạng đóng thế ngồi trong xe và tự mình lẻn trốn thoát sự truy kích của quân Tấn.
Năm 589 TCN, Vệ Mục công mất. Ông làm vua được 11 năm. Con ông là Cơ Tang lên nối ngôi, tức là Vệ Định công.